# Xavier Saint-Macary
Xavier Saint-Macary (Orléans, 7 giugno 1948 – Parigi, 13 marzo 1988) è stato un attore francese.
Fratello maggiore di Hubert Saint-Macary, ha preso parte in oltre 30 ruoli durante gli anni settanta e ottanta, tra cui nel film Herbie al rally di Montecarlo.
È morto nel 1988 a 39 anni per un arresto cardiaco.

## Filmografia parziale
- Effetto notte (La Nuit américaine), regia di François Truffaut (1973)
- Herbie al rally di Montecarlo (Herbie Goes to Monte Carlo), regia di Vincent McEveety (1977)
- Gli aquiloni non muoiono in cielo (Dites-lui que je l'aime), regia di Claude Miller (1977)
- L'animale (L'Animal), regia di Claude Zidi (1977)
- Perché no? (Pourquois pas!), regia di Coline Serreau (1977)
- A noi due (À nous deux), regia di Claude Lelouch (1979)
- Loulou, regia di Maurice Pialat (1980)
- Finalmente domenica! (Vivement dimanche!), regia di François Truffaut (1983)
- Detective, regia di Jean-Luc Godard (1985)
- Qualche giorno con me (Quelques jours avec moi), regia di Claude Sautet (1988)